# Wydawnictwo Literackie
Wydawnictwo Literackie (en français : Éditions littéraires) est une maison d'édition polonaise de Cracovie, créée en 1953 (appartenant au secteur public jusqu'au 14 février 2003).
Wydawnictwo Literackie est spécialisé dans les ouvrages de fiction et de poésie (polonais et étrangers), mais son catalogue contient également des livres éducatifs, des dictionnaires, des ouvrages de référence et des manuels scolaires (lettres et sciences humaines). Il est notamment l'éditeur des œuvres de Witold Gombrowicz. Les lauréats polonais du Prix Nobel de littérature Wisława Szymborska et Czesław Miłosz sont également liés à Wydawnictwo Literackie. La société poursuit la tradition de l'édition scientifique. Elle se spécialise dans les études des critiques classiques polonais.
On peut relever à son catalogue également parmi les auteurs polonais : Stanisław Barańczak, Gustaw Herling-Grudziński, Jan Kott, Stanisław Lem, Ewa Lipska, Mikołaj Łoziński, Dorota Masłowska, Jarosław Mikołajewski, Sławomir Mrożek, Jerzy Pilch, Tadeusz Różewicz, Jerzy Sosnowski, Jan Józef Szczepański, Jan Sztaudynger, Dorota Terakowska, Olga Tokarczuk, Agata Tuszyńska, Jan Twardowski, Karol Wojtyła, Adam Zagajewski.
Parmi les auteurs étrangers, il y a les célèbres écrivains latino-américains (Mario Vargas Llosa, Carlos Fuentes, Gabriel García Márquez), mais aussi des auteurs moins connus comme le romancier suisse germanophone Pascal Mercier.
Quelques auteurs francophones traduits : Didier van Cauwelaert, Cyril Bouyeure, Bernard Ollivier, Joël Egloff, Nicolas Bouvier, Beatrix Beck, Benoît Duteurtre, Gaetan Soucy, Frédéric Beigbeder, Blaise Cendrars, Albert Cohen, Laurent Binet, Anna Prucnal, Yannick Haenel, Bruno Tessarech, Patrick Besson, Olivier Bellamy, Jean Échenoz, Philippe Ségur, Gérard Depardieu, etc.
Parmi les collections qui ont également beaucoup de succès : série bilingue, leçons de littérature, bibliothèque de poésie Jeune Pologne, série les écrivains de langue allemande, monographies, etc.
Wydawnictwo Literackie est une filiale du Groupe Libella. La présidente du conseil de surveillance est Vera Michalski-Hoffmann, la présidente du conseil d’administration Anna Zaremba-Michalska et la directrice de la rédaction Małgorzata Nycz

## Crédit d'auteurs
- (pl) Cet article est partiellement ou en totalité issu de l’article de Wikipédia en polonais intitulé « Wydawnictwo Literackie » (voir la liste des auteurs).